# Okanagan (Volk)
Die als Okanogan (in den USA) oder als Okanagan (in Kanada) bezeichnete indianische Stammesgruppe umfasst heute sieben kanadische First Nations oder Bands in der Provinz British Columbia sowie die Sinkaietk (Lower oder Southern Okanagon) im US-Bundesstaat Washington, die als einer der 12 historischen Stämme der Confederated Tribes of the Colville Reservation vom BIA als ein auf Bundesebene anerkannter Stamm (federally recognized tribe) geführt werden.
Zusammen mit den Spokane (Sqeliz), Flathead (Bitterroot Salish), Lower und Upper Kalispel, den Coeur d’Alene sowie einigen kleineren Stämmen zählen sie sprachlich zu den Südlichen Binnen-Salish und damit kulturell zum Kulturareal des Plateau des Fraser River, Thompson River und Columbia Rivers; sie sind besonders eng verwandt mit ebenfalls Dialektvarianten des Nsyilxcen, Syilx'tsn oder Colville-Okanagan sprechenden Sinixt, Colville, Methow, Sanpoil und Nespelem.
Kulturell, politisch sowie militärisch gehörten sie zu den vier Hauptgruppen der Binnen-Salish; zu diesen zählten neben den Okanagan die St'at'imc (Lillooet), Secwepemc (Shuswap) und die Nlaka'pamux (Thompson).

## Name
Die heutige Stammesbezeichnung Okanogan/Okanagan leitet sich aus S-Ookanhkchinx („transport toward the head or top end“) ab, was sich auf die Okanagan und verwandte indigene Stämme bezog, die vom Okanagan Lake herunter entlang des Okanogan River (auch: Okanagan River) bis zu dessen Mündung in den Columbia River wanderten und somit den Okanagan Lake und Okanagan River sowie andere Flüsse als traditionelle Transportrouten für den Handel sowie für saisonale Wanderungen nutzten.
Die Okanagan selbst bezeichnen sich in ihrer Sprache Nsyilxcen (n-seel-ick-CHEEN) oder Syilx'tsn als Syilx („Menschen“' oder „Volk“). Das Wort Syilx hat mehrere Wurzeln: Yil bezeichnet wörtlich das Fertigen eines Seils (also einer StammesEinheit) aus mehreren einzelnen Fasern (Personen), das x am Ende von Syilx hat einen fordernden Charakter, der immer wieder die Einheit des Volkes von den einzelnen Stammesmitgliedern verlangt.
Der Name Syilx wird heute politisch im Kampf um Landansprüche und der rechtlichen Vertretung aller sog. Syilx – insbesondere von der Okanagan Nation Alliance – verwendet, um neben den Northern Okanagan und Southern Okanagan – wegen kultureller sowie linguistischer Aspekten – ebenfalls Dialektvarianten des Nsyilxcen oder Syilx'tsn sprechende verwandte First Nations oder Stämme: die Sinixt (Arrow Lakes Band), die Colville (Scheulpi), die Methow sowie die Sanpoil (Nesilextcl’n) und Nespelem unter dieser Bezeichnung mit einzubeziehen; sie sprechen dann von der Syilx Nation, den Syilx Peoples oder Okanagan First Peoples.
Man muss jedoch hierbei bedenken, dass diese First Nations oder Stämme zwar ihre sprachliche, kulturelle sowie oftmals familiäre Verwandtschaft mit den Northern und Southern Okanagan anerkennen, sich trotzdem als selbstständige separate indigene Stämme betrachten, mit separater sozio-politischer Organisation und Geschichte sowie eigenen Stammesterritorien, die sie nicht dem Territorium der Okanagan zurechnen.

## Sprache
Ihre Sprache, das Nsyilxcen (n-seel-ick-CHEEN) oder Syilx'tsn, unter Linguisten besser bekannt als Colville-Okanagan (Nesilextcl'n / Nsəlxcin (Nsyilxcn)) zählt zusammen mit dem Coeur D'Alene (Snchitsu’umshtsn), Columbia-Moses (Nxaảmxcín) und Montana Salish (Salish oder Séliš) zu den Südlichen Binnen-Salish-Sprachen.

### Dialekte des Colville-Okanagan
Folgende indigene Gruppen sprachen (sprechen) nach linguistischen Gesichtspunkten einen Dialekt des Nsyilxcen oder Colville-Okanagan, wobei die einzelnen Stämme/Gruppen jeweils ihren Dialekt als zwar verwandte jedoch eigene Sprache ansehen; unten aufgeführt sind die allgemein anerkannten sieben einzelnen Dialekte/Sprachen (jeweils fett markiert), jeweils mit Nennung der zugehörigen heutigen First Nations, Stämme oder einstigen indigenen Gruppen:
I. OKANAGAN-Dialektgruppe
Northern Okanagan (fünf Dialektvarianten)
- Suknaqinx oder eigentl. Northern Okanagan-Dialekt (nördlich vom Douglas Lake („Spaxomin“) und Nicola Lake („Quilchena“) bis zum Falkland Valley (Slahaltkan – „Treffpunkt der Winde“) im Okanagan—Shuswap District, entlang des Nordufers des Okanagan Lake bis nach Lumby sowie im Okanagan Valley südwärts entlang des Okanagan Lake und Okanagan River-Flusssystems bis zu Oroville im US-Bundesstaat Washington, unterteilt nochmals in zwei regionale Idiome: Douglas Lake sowie Nicola Lake; Okanagan Indian Band (Head of the Lake Indian Band), Osoyoos Indian Band, Westbank First Nation (Stqaʔtkʷníwt) und Upper Nicola Band)
- Smelqmix oder Similkameen Okanagan-Dialekt (entlang des Similkameen River und Tulameen River sowie rund um Princeton; der Lower und Upper Similkameen Indian Band (Lower und Upper Smelqmix) und Penticton Indian Band)
- Methow Okanagan-Dialekt (entlang des Methow River; der Methow)

Southern Okanagan
- Senq'a?itkw oder Southern Okanagan-Dialekt (entlang des Unterlaufs des Okanagan River; der Sinkaietk (Lower oder Southern Okanagan))

II. COLVILLE-Dialektgruppe
- Senp?wilx oder Nesilextcl'n oder Sanpoil-Nespelem-Dialekt
  - Subdialekt der Sanpoil (Nesilextcl'n) (beiderseits des Columbia River von Grande Coulee bis nach Rogers Bar sowie entlang des Sanpoil Rivers flussaufwärts bis zu Republic)
  - Subdialekt der Nespelem (beiderseits des Columbia von Grand Coulee bis östlich von Brewster)

- Senxwya?tpitx oder Colville (auch: Kettle)-Dialekt (nördlich von Rogers Bar beiderseits des Columbia River sowie entlang des Colville River bis zu dessen Mündung in den Columbia nahe den Kettle Falls (Shonitkwu – „lautes Wasser“) nordwärts entlang des Kettle River} und des Gebiets rund um Christina Lake bei Grand Forks an der Einmündung des Granby River, Greenwood, Midway nordwärts bis zum Rock Creek sowie entlang des West Kettle River sowie des östlichen Armes des Kettle River bis zu den Monashee Mountains; der Colville (Skoyelpi))
- Sn-selxcin oder (Arrow) Lakes-Dialekt (der Sinixt (Arrow Lakes Band))
  - S?altikwet oder Arrow Lakes-Subdialekt (von Revelstoke südwärts einschließlich des Upper und Lower Arrow Lakes, entlang des Granby River bis nach Castlegar südwärts bis nach Kettle Falls)
  - Senickstx oder Slocan-Subdialekt (im Slocan River Valley inkl. der Selkirk Mountains bis zum südwestlichen Ufer des Kootenay Lake einschließlich des Gebiets der heutigen Nelson (k'iya'lmup genannt) südwärts bis zum Colville River Valley südlich bis ins Gebiet zwischen den Städten Addy und Chewelah im Stevens County im US-Bundesstaat Washington)

## Stammesgebiet
Das traditionelle Gebiet der Okanagan (Syilx) – Nxʷɘlxʷɘltantɘt („Das, was uns Leben schenkt oder etwas zum Leben gibt“) – umfasste laut der Okanagan Nation Alliance ca. 69.000 km² im Süden der Provinz British Columbia (Kanada) sowie ca. 5.568 km² im Norden des Bundesstaates Washington (USA). Es erstreckte sich im Nordwesten vom Okanagan Lake südwärts beiderseits des Okanagan Rivers im Okanagan Valley über das Becken des Similkameen River im Westen bis zur Mündung in den Columbia River. Ab der Einmündung des Okanagan erstreckte sich ihr Gebiet beiderseits des Columbia Rivers flussaufwärts nordwärts, einschließlich des Arrow Lakes, bis nahe an den Mica Creek nördlich des heutigen Revelstoke. Im Osten lebten sie entlang des Kootenay River bis zum gleichnamigen See, im Süden bis nach Wilbur in Washington.
Jedoch muss hierbei beachtet werden, wie die Anthropologin Paula Pryce in ihrem Buch: Keeping the Lakes Way über die Sinixt (Arrow Lakes Band) betont, dass deren Rechte an ihren traditionellen Stammesterritorium entlang des Columbia River, den Arrow Lakes, im Tal des Slocan River sowie Teilen des Kootenay Lake, trotz vieler historischer und archäologischer Nachweise von anderen Stämmen, die ebenfalls den Columbia als Handelsroute nutzten und somit das Sinixt-Territorium querten, bestritten werden. Hierbei sind insbesondere die Westbank First Nation der Okanagan (und zugleich Mitglied der Okanagan Nation Alliance) sowie die Ktunaxa zu nennen.
Anfang des 19. Jahrhunderts zogen einige Okanagan (Syilx) unter Führung des Oberhäuptlings Pelka’mulox (in Spokane: „Rolls-over-the-earth“) auf Einladung seines Bruders, des mächtigen Häuptlings Kwa’lila, der die wirtschaftlich und militärisch bedeutendste Band der Secwepemc – die Tk’emlúps (Kamloops) – sowie einige familiär verbundene Nlaka'pamux (Thompson) anführte, westwärts in das sog. Nicola Country rund um das heutige Merritt entlang des Nicola River, eines Nebenflusses des Thompson River, an den Nicola Lake („Quilchena“), Douglas Lake („Spaxomin“) und Stump Lake (einstigen Gebieten der Secwepemc), weitere Gruppen zogen bis an die Ufer des Similkameen River, der nun ihre Grenze im Westen und Südwesten bildete.
Durch gegenseitige Heiraten entstand hierbei sowohl eine kulturell-politisch als auch eine militärisch mächtige Stammes-Allianz dreier vormals politisch separater (und teilweise feindlicher) Gruppen:
- die einst Athapaskisch-sprachigen Nicola Valley / Thompson River Athapasken waren die ursprünglichen Bewohner des Nicola und Similkameen River Valley und sind daher auch als „Nicola-Similkameen“ bekannt – heute kennt man sie meist unter ihrer Scw’exmxcin/Nicola-Bezeichnung Stu’wix (auch: Stuwi’hamuq, Stuwihamuk, Stuichamukh[10] – „Fremde“) der einst feindlichen Nlaka’pamux, die zusammen mit den Okanagan (Syilx) in ihr Gebiet eindrangen und sie bald kulturell, sprachlich sowie politisch dominierten, heute ist ihre Sprache ausgestorben und sie existieren nicht mehr als separater Stamm – es gibt jedoch Familien unter den Scw’exmx-Nlaka’pamux der Lower Nicola Indian Band und unter den Spaxomin-Okanagan der Upper Nicola First Nation, die ihre Abstammung auf die Stu’wix zurückführen;
- die mehrere Bands umfassenden Scw’exmx („Volk entlang der Bachläufe, d. h. des Nicola River“, abgel. von Scw’ex – „Bach, d. h. Nicola River“), eine mächtige Untergruppe sowie zugleich Dialektgruppe der Nlaka'pamux, die ins Nicola Valley gezogen war, war daher auch als Nicola bekannt – die heutige Shackan First Nation, Lower Nicola Indian Band und Coldwater Indian Band;
- die Spaxomin oder Spa7omin (früher: Spahomin, das h wird heute meist als 7 wiedergegeben) Band der Okanagan, lebte meist im östlichen Nicola Valley sowie rund um den namensgebenden Douglas Lake („Spaxomin“) im äußersten Nordwesten des Okanagan-Territoriums – heutige Upper Nicola First Nation;
- sowie die militärisch mächtige Tk’emlúps (Kamloops) Band der Secwepemc am Kamloops Lake und im Gebiet rund um die heutige Stadt Kamloops am Zusammenfluss des North Thompson Rivers und des South Thompson Rivers zum Thompson River – heutige Tk’umlups Indian Band

Pelka’mulox hatte den immer von benachbarten feindlichen Secwepemc und Nlaka’pamux bedrohten und überfallenen athapaskischen Stu’wix mit seiner Stammesallianz militärischen Schutz geboten, so dass sie diesen in ihren einstigen Gebieten willkommen hießen und sich ihm anschlossen. Sein mächtiger Bruder Kwa’lila hatte zudem ein großes Handelsnetz aufgebaut. Diese Allianz von verbündeten Stämmen wurde allgemein von den Weißen meist als Nicola people oder Nicolas bezeichnet, namensgebend war der historisch bedeutendste Häuptling dieser Allianz – der seinem Vater Pelka’mulox sowohl als Okanagan-Oberhäuptling als auch als Häuptling der verbündeten Okanagan-Nlaka’pamux-Stu’wix im Nicola Valley nachfolgende Nicola (1780/1785 – ~1865, auch Nkwala oder N’kwala,. Spokane-Wort Hwistesmetxe’qen – „Schreitender Grizzly“), der zudem nach dessen Tod auch die Nachfolge seines Onkels Kwa’lila als Häuptling der Tk’emlúps (Kamloops) Band der Secwepemc übernahm und somit erfolgreich gegen feindliche Stämme sich erwehren konnte sowie politisch sich gegen die Kriegspartei durchsetzen konnte, so dass größeres Blutvergießen unter den Stämmen sowie den Weißen vermieden werden konnte.

## Geschichte
Die halbnomadischen Gruppen waren Jäger und Sammler, die sich von Wild, Lachs, aber auch von Käfern ernährten. Dazu kamen Beeren, Wurzeln und andere Pflanzenteile. Im Tal des Nicola lassen sich Spuren menschlicher Anwesenheit rund 3000 Jahre zurückverfolgen.

### Erste Kontakte mit Weißen
Die ersten Kontakte nahm man wohl mit den Leuten der Hudson’s Bay Company auf. Das erste überlieferte Treffen fand 1805 bei Fort Kamloops statt. Der Handelsweg der Company führte von diesem Fort nach Fort Colville, also quer durch das Gebiet der Okanagan. Auch Simon Fraser nahm Kontakt mit ihnen auf, und stellte fest, dass sie Pferde besaßen. Diese Pferde wurden zu einem Mittel, die Jagderfolge zu steigern, was wiederum Vorbedingung für eine Partizipation am Handel der Company-Forts war. So waren Weidegründe bald genauso wichtig wie Jagdgründe.
Bis zur Änderung der Siedlungspolitik durch Großbritannien, vor allem aber unter kanadischer Führung, gab es nur wenige Anlässe zu Auseinandersetzungen, doch der Druck, das Land zur Siedlung freizugeben, wuchs. Eine Ausnahme bildete hier der Fraser-Canyon-Krieg, bei dem die Nlaka'pamux (früher: Thompson oder Thompson River Salish) mit Goldsuchern aneinandergerieten. So erhielten sie Reservate, doch es wurde nie ein Vertrag geschlossen. Zugleich brach die Bevölkerung vieler Stämme durch die Pockenepidemie von 1862 ein. Immerhin erwies sich der Besitz von Pferden und Vieh insofern als Vorteil, als den Stämmen größere Reservate zugesprochen wurden.
Als 1846 Großbritannien und die USA den Grenzverlauf entlang des 49. Breitengrades festlegten, mussten mehrere Bands der sog. Lower oder Southern Okanagan mit einigen Northern Okanagan, deren Stammesgebiete nun offiziell in den USA lagen, sich unter Häuptling Tonasket neu organisieren (s. Sinkaietk).
Die Goldfunde und in ihrem Gefolge die massenhafte Zuwanderung von Schürfern führte zu Konflikten und Veränderungen. Bis dahin hatten bei den Thompson und den Nicola-River-Indianern der Amerikaner Mortimer Cook und sein Partner Charles Kimball ihren Unterhalt als Frachtführer für die Hudson’s Bay Company verdient. Sie bauten eine Seilfähre über den Thompson River, Cook’s Ferry, die 1864 durch eine Brücke überflüssig gemacht wurde. An dieser Brücke zerstörte 1905 ein Erdrutsch, der den Fluss vier Stunden lang völlig blockierte, ein Indianerdorf.

### Landwirtschaft und die Mascot Gold Mine (1936–1949)
760 m oberhalb von Hedley fand sich auf dem Gebiet der Similkameen in den 1930er Jahren Gold, das ab 1936 für 14 Jahre ausgebeutet wurde. Die meisten Arbeitsstellen bot jedoch die Landwirtschaft, die bis in die Weltwirtschaftskrise hinein prosperierte. 1974 verbanden sich die fünf Stämme im Nicola-Tal zur Nicola Valley Indian Administration. Aus ihr ging 1995 die Nicola Valley Tribal Association hervor.

## Aktuelle Situation
Die verschiedenen First Nations oder Bands der Okanagon (Syilx) werden insgesamt von zwei Tribal Councils gegenüber der kanadischen Regierung vertreten; heute (Stand: Februar 2014) gibt es ca. 5.800 Okanagan (Syilx) in Kanada und einige Hundert Nachfahren von Sinkaietk sowie einiger kleinerer Gruppen der Nördlichen Okanagan in den USA, die jedoch dort nicht separat gezählt werden, sondern allgemein als Collvilles bezeichnet werden:
Zur Okanagan Nation Alliance (auch Okanagon Tribal Council) gehören sieben First Nations oder Bands der Northern Okanagan in British Columbia sowie die im US-Bundesstaat Washington lebenden Lower/Southern Okanagan:
- Lower Similkameen Indian Band (auch: Lower Smelqmix, die neun Reservate sowie der Verwaltungssitz in der Gemeinde Keremeos befinden sich im Okanagan-Similkameen Country oder District, manche ihrer Reservate befinden sich rund um Cawston, südöstlich von Keremeos, die Reservate liegen meist am Similkameen River und dessen Nebenflüssen Ashnola River (abgel. von Acnulox) oder Keremeos Creek, die bevölkerungsreichsten Reservate Chopaka #7 und #8 grenzen an die kanadisch-amerikanische Grenze, jedoch liegt das mit 67 km² größte Reservat Range #13 am linken Ufer des Susap Creek, die nächsten First Nations sind die Upper Similkameen Indian Band sowie die Penticton Indian Band; Reservate: Alexis #9, Ashnola #10, Blind Creek #6, #6A, Chopaka #7, #8, Keremeos #12, #12A, Lower Similkameen #2, Narcisse’s Farm #4, Range #13, ca. 150 km², Population: 490, hiervon 230 im Reservat)[12]

- Upper Similkameen Indian Band (auch: Upper Smelqmix, die sieben Reservate sowie der Verwaltungssitz in der Gemeinde Hedley nahe der Kleinstadt Keremeos befinden sich – wie die der Lower Similkameen Indian Band – im Similkameen Country oder District und liegen meist am Similkameen River und dessen in diesen mündenden Nebenflüssen Hedley Creek, Wolfe Creek, Johns Creek, Arcat Creek und Steven Creek, manche Reservate befinden sich nahe der Kleinstadt Princeton (früher: Vermilion Forks), am Zusammenfluss von Similkameen River und Tulameen River, das bevölkerungsreichste und mit ca. 22,70 km² auch größte Reservat Chuchuwayha #2 liegt an der Mündung des Hedley Creek in den Similkameen River, die nächsten First Nations sind die Lower Similkameen Indian Band und die Penticton Indian Band; Reservate: Chuchuwayha #2, #2A, Iltcoola #7, Lulu #5, Nine Mile Creek #4, Nine Mile Creek #4, Vermilion Forks #1, Wolf Creek #3, ca. 27 km², Population: 88, hiervon 56 im Reservat)

- Okanagan Indian Band (auch: Head of the Lake Indian Band, die sechs Reservate sowie der Verwaltungssitz Vernon (Nintle Moos Chin – „über die Stelle springen, wo der Fluss sich verengt“, bezieht sich auf eine Stelle des Swan Lake in Downtown Vernon), befinden sich im Regional District of North Okanagan sowie im Osoyoos District im nördlichen Okanagan Valley, das ca. 103 km² große Hauptreservat Okanagan #1 liegt zwischen Okanagan Lake und Salmon River liegt, die weiteren fünf Reservate mit zusammen ca. 3 km² liegen entlang des Vernon Creek, am Swan Lake, Otter Lake, Okanagan Lake und Ellison Lake; Reservate: Duck Lake #7, Harris #3, Okanagan #1, Otter Lake #2, Priest’s Valley #6, Swan Lake #4, ca. 106 km², Population: 1.961, hiervon 841 im Reservat)

- Osoyoos Indian Band (die zwei Reservate sowie der Verwaltungssitz in der Gemeinde Oliver, ca. 20 km nördlich der Kleinstadt Osoyoos, befinden sich im Okanagan-Similkameen Country oder District in der Umgebung von Osoyoos im südlichen Okanagan Valley, ca. 4 km nördlich der kanadisch-amerikanischen Grenze, hierbei liegen die Reservate in der halb-ariden Okanagan Desert oder Nk'mip Desert (sprich: in-ka-meep) rund um Osoyoos Lake (abgel. von suius – „narrowing of the waters“), die Band betreibt das Nk’Mip Desert Cultural Centre[13]; Reservate: Osoyoos #1, #3, ca. 130 km², Population: 526, hiervon 326 im Reservat)

- Penticton Indian Band (die drei Reservate sowie der Verwaltungssitz Penticton liegen im östlichen Okanagan-Similkameen Country oder District, das 185 km² große Hauptreservat Penticton #1 liegt am Südufer des Okanagan Lake, das zweite Penticton #2 liegt zwischen dem Okanagan Lake und dem Skaha Lake (früher: Dog Lake), das dritte Penticton #3A liegt westlich des angrenzenden Hauptreservats, ca. 1,5 miles südwestlich der Gemeinde Summerland; Reservate: Penticton #1, Penticton #2, Penticton #3A, ca. 187 km², Population: 1.032, hiervon 545 im Reservat)

- Upper Nicola Band – zugleich Mitglied der Nicola Tribal Association (NTA)

- Westbank First Nation (auch: Stqaʔtkʷníwt, die fünf Reservate sowie der Verwaltungssitz in der Stadt Kelowna befinden sich Okanagan Valley im Regional District of Central Okanagan, die zwei Hauptreservate Tsinstikeptum #9 und #10 sind Teil des District of West Kelowna (auch: Westside District Municipality, Spitzname: Westbank) liegen beide am Westufer des Okanagan Lake, das erste am McDougall Creek ca. 10 bzw. 15 km südöstlich von Kelowna, das andere gegenüber von Kelowna, die First Nation ist dank des zunehmenden Tourismus am Lake Okanagan die am stärksten prosperierende Band der Okanagan (Syilx), im April 2005 erreichten sie die Selbstregierung gegenüber der kanadischen Regierung; Reservate: Tsinstikeptum #9, Tsinstikeptum #10 (früher: Westbank Indian Reserve), Medicine Creek #12, Medicine Hill #11, Mission Creek #8, ca. 21 km², Population: 802, hiervon 415 im Reservat)

- Sinkaietk (Lower oder Southern Okanagan) als Teil der Confederated Tribes of the Colville Reservation (zusammen mit den ebenfalls Binnen-Salish-sprachigen Colville, Nespelem, Sanpoil, Sinixt (auch: Lakes oder Arrow Lakes Band), Wenatchi, Chelan, Entiat, Methow und den Sinkiuse-Columbia sowie den jedoch Sahaptian-sprachigen Palus (auch: Palouse) und der Nez Perce of Chief Joseph’s Band bilden sie die zwölf historischen Stämme der heutigen Confederated Tribes of the Colville Reservation in der ca. 5.483 km² großen Colville Reservation im südöstlichen Okanogan County sowie der südlichen Hälfte des Ferry County im Osten Washingtons; den Stämmen gehört zudem ein kleines Landstück im Chelan County nordöstlich der Kleinstadt Chelan als trust land; insgesamt zählen sie rund 9.000 Stammesmitglieder)

Zur Nicola Tribal Association (NTA) (Nicola Tribal Council oder Nicola Valley Tribal Council) gehören sieben Nlaka'pamux-First Nations, die im Nicola Valley, Thompson Canyon und Fraser Canyon in einem Radius von ca. 115 km rund um Merritt leben sowie die mit ihnen historisch verbündeten Spaxomin (auch: Spahomin)-Band der Northern Okanagan:
- Upper Nicola Band (ethnisch sowie sprachlich bilden sie die Spaxomin (auch Spahomin)-Band der Northern Okanagan, bewohnen heute acht Reservate rund um Douglas Lake („Spaxomin“) und Nicola Lake („Quilchena“), der Verwaltungssitz liegt ca. 45 km östlich von Merritt sowie 90 km südlich von Kamloops im Nicola Valley im Thompson-Nicola Regional District, haben zwei größere Siedlungen: Douglas Lake („Spaxomin“) und Quilchena („Nicola Lake“), waren enge Verbündete der Swxexmx oder Nicola-Untergruppe sowie Dialektgruppe der Nlaka'pamux; Reservate: Chapperon Creek #6, Chapperon Lake #5, Douglas Lake #3, Hamilton Creek #2, Hihium Lake #6, Nicola Lake #1, Salmon Lake #7, Spahomin Creek #4, 8, ca. 16 km², Population: 866) – zugleich Mitglied der Okanagan Nation Alliance (auch Okanagon Tribal Council)

Swxexmx (sprich: SH-TWAH-Cum) oder Nicola-Untergruppe sowie Dialektgruppe der Nlaka'pamux, die eine politisch-militärische und durch gegenseitige Heiraten auch kulturelle sowie familiäre Allianz mit der Upper Nicola Band sowie den von ihnen als Stu'wix (auch: Stuwi'hamuq, Stuwihamuk – „Fremde“) bezeichneten, heute nicht mehr als separater Stamm existierenden sog. Nicola Valley Athapasken oder Thompson River Athapasken (auch: Nicola-Similkameen):
- Lower Nicola Indian Band (der Verwaltungssitz sowie Hauptsiedlung Shulus liegt ca. 8 km westlich von Merritt am Highway 8, direkt angrenzend an die namensgebende Kleinstadt Lower Nicola, am Zusammenfluss von Guichon Creek und Nicola River, waren enge Verbündete der Sxe'xn'x oder Shackan First Nation, Reservate: Nicola Mameet #1, Joeyaska #2, Pipseul #3, Zoht #4, 5, 14, Logans #6, Hamilton #7, Speous #8, Hihium #6, ca. 175 km², Population: 1.007)
- Coldwater Indian Band (abgel. von Ntsla'tko – „kaltes Wasser“ –, der historischen Hauptsiedlung, das Hauptreservat Coldwater #1 liegt ca. 13 südwestlich des Verwaltungssitzes in der Kleinstadt Merritt; Reservate: Coldwater #1, Gwen Lake #3, Paul’s Basin #2, ca. 25 km², Population: 780 nach eigenen Angaben)
- Nooaitch First Nation (die Hauptsiedlung- und Reservat liegt nahe dem Verwaltungssitz Merritt, des größten städtischen Zentrums der Nicola Country-Region, die Reservate liegen zwischen der Stadt Kamloops und dem Nicola Country; Reservate: Nooaitch #10, Nooaitch Grass #9, ca. 17 km², Population: 218)
- Shackan First Nation (abgel. von Sxe'xn'x, ihrer Eigenbezeichnung in Scw'exmxcin, waren enge Verbündete der Lower Nicola Indian Band, die Verwaltung und Hauptsiedlung Shackan (auch: Lower Nicola) liegt westlich von Merritt, östlich von Spences Bridge; Reservate: Papsilqua #13, Shackan #11, Soldatquo #12, ca. 39 km², Population: 132)

Nlaka'pamux-Untergruppe sowie Dialektgruppe der Nlaka'pamux
- Cook’s Ferry First Nation (Verwaltungssitz liegt im Kumcheen #1-Reservat in der Nähe von Spences Bridge, einer kleinen Stadt am Trans-Canada Highway (Hwy 1) im Thompson Canyon, ca. 50 km nördlich von Lytton und 60 km südlich von Cache Creek, am Zusammenfluss des Nicola River und des Thompson River; Reservate: Antko #21, Basque #18, Chuchhriaschin #5, 5A, Enquocto #14, Entlqwekkinh #19, Kloklowuck #7, Kumcheen #1, Lish-Leesh-Tum #17, Lower Shawniken #4A, Nicoelton #6, Pemynoos #9, Peq-Paq #22, Pokheitsk #10, Schikaelton #16, Shawniken #3, 4B, Shpapzchinh #20, Skoonkoon #2, Spatsum #11, 11A, Spences Bridge #4, 4C, Tsinkahtl #8, Twoyqhalsht #16, Upper Tsinkahtl #8A, ca. 41 km², Population: 335)
- Nicomen First Nation (bewohnen heute immer noch einen Teil ihres traditionellen Stammesgebietes in der Nähe des Zusammenflusses des Thompson und Nicomen River, in diesem Gebiet gab es die ersten Goldfunde, die dann zum Fraser-Canyon-Goldrausch führten, der zum sog. Fraser-Canyon-Krieg im Herbst 1858 führte, der Verwaltungssitz liegt nahe Spuzzum, ca. 50 km nördlich der Gemeinde Hope, die Hauptsiedlung befindet sich östlich von Lytton im unteren Thompson Canyon; Reservate: Enhalt #11, Gulada #3A, Klahkowit #5, Kykinalko #2, Naykikoulth #13, Nicomen #1, Putkwa #14, Sackum #3, Shoskhost #7, Shuouchten #15, Skaynaneichst #12, Skeikut #9, Skhpowtz #4, Sleetsis #6, Squianny #10, Unpukpulquatum #8, ca. 12 km², Population: 132) – auch Mitglied der Fraser Canyon Tribal Administration
- Siska First Nation (die Verwaltung liegt am Trans-Canada Highway (Hwy 1) zwischen Lytton und Boston Bar, die Hauptsiedlung liegt entlang des Fraser River in Siska – früher auch Cisco –, ca. 12 km südlich von Lytton; Reservate: Humhampt #6, 6A, Kupchynalth #1, 2, Moosh #4, Nahamanak #7, Siska Flat #3, 5A, 5B, 8, Zacht #5, ca. 3 km², Population: 310)